# Erannis
Erannis is een geslacht van vlinders uit de familie van de spanners (Geometridae).

## Soorten
- Erannis ankeraria (Staudinger, 1861)
- Erannis aurantiaria Hübner, 179, 1799
- Erannis bajaria Schiffermüller, 1775
- Erannis beschkovi Ganev, 1987
- Erannis caspica László, 2003
- Erannis declinans (Staudinger, 1879)
- Erannis defoliaria (Clerck, 1759) - Grote wintervlinder
- Erannis gigantea Inoue, 1955
- Erannis golda Djakonov, 1929
- Erannis jacobsoni Djakonov, 1926
- Erannis kashmirensis László, 2003
- Erannis leucophaearia Schiffermüller
- Erannis marginaria Fabricius, 1777
- Erannis occataria Erschoff, 1874
- Erannis potopolskii Viidalepp, 1988
- Erannis tiliaria (Harris, 1841)
- Erannis vancouverensis Hulst, 1896